# Шенгёр, Али Мехмет Джелаль
Али Мехмет Джелаль Шенгёр (тур. Ali Mehmet Celâl Şengör; англ. A. M. Celal Sengor; сокр. Джелаль Шенгёр; род. 24 марта 1955, Стамбул) — турецкий геолог, тектонист и историк геологии, профессор геолого-инженерного факультета Стамбульского технического университета, иностранный член РАН (2006).

## Биография
Родился 24 марта 1955 года в городе Стамбул, Турция.
В 1969 году окончил частный турецкий лицей Роберта (Robert College).
В 1973—1974 годах изучал геологию в университетах Гёте в Мюнхене и Берлине.
В 1982 году получил докторскую степень в Университете штата Нью-Йорк, Олбани.
В 1978 году редактировал раздел геосинклиналей и тектоники для Американского геологического института (2-е издание).
В 1981 году — член Консультативного комитета Международного симпозиума по Тибетскому нагорью, Пекин.
В 1982 году — член правления редакции трудов Международного симпозиума по прогнозу землетрясений в зоне Северо-Анатолийского разлома, Стамбул.
1984 — член Международного консультативного совета Музея Естественной истории и Музея науки и техники, Тюбитак.
В 1994 году был избран иностранным членом Российской академии естественных наук (РАЕН).
В 2006 году был избран иностранным членом РАН по специальности «региональная геология, тектоника».
С 2007 года член редколлегии русскоязычного журнала «История наук о Земле» РАН.
Соучредитель и председатель международных конференций, среди них:
- 1985 — Института перспективных исследований НАТО по тектонической эволюции региона Тетиса, Стамбул.
- 1990 — Памяти Эдуарда Зюсса по проблемам развития современной геологии и австрийско-турецких отношений, Стамбул.
- 2009 — 62 Турецкий геологический конгресс, Анкара.

Читал лекции по темам:
- 1988 — Тектоника Азии, Геологическое общество Эдинбурга, Эдинбург.
- 1990 — Эволюция Тетиса, Геологическое общество Сильвестр-Бредли, Лестер.
- 1993 — Турецкий-тип складчатости Алтаиды: последствия для эволюции континентальной коры, Лестерский университет.
- 1993 — Эдуард Зюсс «Тетис» 100 лет назад и сегодня: К 100-летию понятия «Тетис» понятие, Венский университет.
- 1996 — Ихсан Кетин: его жизнь и деятельность, Стамбульский технический университет.
- 2001 — Тектоника Алтаиды в Азии и эволюция континентальной коры — это настоящий ключ к прошлому и это прошлое — ключ к настоящему, Висконсинский университет в Мадисоне.
- 2004 — Лекции Геологического общества Америки в городах: Будапешт, Братислава, Брно, Прага, Варшава, Бухарест и Киев.
- 2004 — Геология на Ближнем Востоке, Хьюстонский университет.

## Членство в организациях
Член и иностранный член многих научных организаций и обществ:
- Американское философское общество
- Национальная академия наук США (2000)[7]
- Российская академия наук (2006)[8]
- Ассоциация турецких геоморфологов
- Немецкое геологическое общество
- Геологическое общество Америки (1988)
- Американский геофизический союз
- Геологическое общество Хьюстона, почётный член (1976)
- Швейцарское геологическое общество
- Геологическое общество Лондона
- Геологическое общество Франции (1994)
- Австрийское геологическое общество, почётный член (1990)
- Геологического общества Малайзии.
- Международная комиссия по истории геологических наук (1998)

## Награды и премии
- 1991 — премия «Эра знаний», Министерства культуры Турции.
- 1992 — почётными знак Турецкой социал-демократической народной партии.
- 1994 — медаль Раммала, Физического общества Франции и фонда Высшей школы.
- 1995 — почётными знак Геологической службы Турции.
- 1997 — премия Леона Люто, Академии наук Института Франции.
- 1998 — медаль Бигсби, Геологического общества Лондона.
- 2010 — Золотая медаль Густава Штайнманна (Gustav Steinmann Medal) — высшая награда немецкого геологического общества (Deutsche Gesellschaft für Geowissenschaften).

## Память
Его именем названы ископаемые организмы:
- Sengoerina argandi ALTINER, 1999 — Фораминиферы[9]
- Dicapnuchosphaera sengori TEKİN, 1999 — Радиолярии[10]
- Sengoerichthys ottoman JANVIER, CLÉMENT and CLOUTIER, 2007 — Лопастепёрые рыбы из Верхнего девона Турции[11]

## Политические взгляды
Открыто выступал в поддержку военных и военного переворота 1980 года в Турции. Утверждал, что коренной причиной политических проблем Турции является отсутствие аристократического класса, который приведёт общество к культурной жизни и политике, а турецкие военные являются единственным элитным классом в обществе. Шенгёр позже извинился за свои высказывания и заявил, что его неправильно поняли.

## Публикации

### Монографии
- 1982 (with A. Miyashiro and K. Aki) Orogeny: J. Wiley & Sons, Chichester, 242 pp.[15]
- 1984 The Cimmeride Orogenic System and the Tectonics of Eurasia: Geoloical Society of America Special Paper 195, xi+82 pp.[16]
- 1985 Орогенез / А. Миясиро, К. Аки, А. Дж. Шенгер ; пер. с англ. Б. А. Борисова, М. Л. Сомина. — Москва : Мир, 1985. — 286 с.
- 1989 (Editor). Tectonic Evolution of the Tethyan Region: Kluwer Academic Publishers, Dordrecht.[17]
- 1990 (Co-editor with J.F. Dewey, Ian G. Gass, G.B. Curry, and N.B.W. Harris) Allochthonous Terranes: Phil. Trans. Roy. Soc. London, v. 331, pp. 455—647.[18]
- 1992 Plate Tectonics and Orogeny — A Tethyan Perspective: Fu Dan University Press, Shanghai, 4 +2 + 182 pp. (in Chinese; this book is a combined translation of items 88 and 97 in the Papers section plus a preface added on 6 July 1991)[19]
- 1998 (with N. Görür, A. Okay, N. Özgül, O. Tüysüz, M. Sakınç, R. Akkök, E., Yiğitbaş, T. Genç, S. Örçen, T. Ercan, B. Akyürek, F. Şaroğlu) Türkiye’nin Triyas-Miyosen Paleocoğrafya Atlası, editör: Naci Görür (Triassic to Miocene Palaeogeographic Atlas of Turkey, Naci Görür, editor): İstanbul Teknik Üniversitesi, Maden Fakültesi, Jeoloji Mühendisliği Bölümü, Genel Jeoloji Anabilim Dalı TÜBİTAK—Global Tektonik Araştırma Ünitesi ve Maden Tetkik ve Arama Genel Müdürlüğü, Jeoloji Etütleri Dairesi, Ankara, [IV]+41pp.+30 pp. of maps and sections, oblong elephant folio.[20]
- 2001 Is the Present the Key to the Past or the Past the Key to the Present? James Hutton and Adam Smith versus Abraham Gottlob Werner and Karl Marx in Interpreting History: Geological Society of America Special Paper 355, x+51 pp.[21]
- 2001 (with X. Le Pichon and E. Demirbağ) Marine Atlas of the Sea of Marmara (Turkey) IFREMER, Paris, 13 pp. of Explanatory text, 11 foldout maps.[22]
- 2003 The Large Wavelength Deformations of the Lithosphere: Materials for a history of the evolution of thought from the earliest times to plate tectonics: Geological Society of America Memoir 196, xvii+347 pp.+ 3 folded plates in pocket[23]
- 2004 Yaşamın Evrimi Fikrinin Darwin Dönemi Sonuna Kadarki Tarihi (History of the Idea of the Evolution of Life to the End of Darwin’s Period): İTÜ Yayınevi, İstanbul, 187 pp.[24]
- 2005 Une Autre Histoire de la Tectonique: Leçons Inaugurales du Collège de France, Fayard, Paris, 79 pp.[25]
- 2006 99 Sayfada İstanbul Depremi (The İstanbul Earthquake in 99 Pages): İş Bankası Kültür Yayınları, İstanbul, 99 pp.[26]
- 2009 (with S. Atayman) The Permian Extinction and the Tethys: An Exercise in Global Geology: Geological Society of America Special Paper 448, x+96 pp.[27]
- 2009 Globale Geologie und ihr Einfluss auf das Denken von Eduard Suess Der Katastrophismus Uniformitarianismus-Streit: Scripta Geo-Historica, v. 2, 181 pp.[28]
- 2009 Рифты мира: (учебно-справочное пособие) / А. М. Джелал Шенгер, Б. А. Натальин — Москва: Геокарт, 2009. — 187 с. (Серия учебно-справочных пособий); ISBN 978-5-89118-452-7